# Ophioleila elegans
Ophioleila elegans is een slangster uit de familie Hemieuryalidae.
De wetenschappelijke naam van de soort werd in 1949 gepubliceerd door Austin Hobart Clark.